# كازناك
كان كازناك (بالصربية السيريلية: казнац) لقبًا قضائيًا لموظف الدولة في البوسنة وصربيا في العصور الوسطى، وكان مسؤولًا عن خزانة الإقليم الذي يقع تحت ولايته. يُشتق اسم اللقب من الكلمة الصربية الكرواتية kazna (بالإنجليزية: penalty أو "عقوبة").  ذكر الملك ستيفان ديشانسكي (الذي حكم من 1321 إلى 1331) أن كبار الشخصيات في البلاط الذين حضروا اجتماع ديشاني هم كازنانك وتيبشيا وفويفودا وسلوجا وستافيلاك.